# Negativní výběr
Negativní výběr je mechanickou metodou ochrany rostlin, kdy dochází k výběru napadených rostlin a nebo jejich částí a k jejich likvidaci. Uplatňuje se zejména u malovýroby nebo okrasném zahradnictví, neb je tato metoda náročná na čas. Při kontrole porostu se odstraňují napadené rostliny tak, aby se zamezilo jejich masovému šíření na další rostliny porostu. Negativní výběry mohou být součástí integrované ochrany rostlin, tzn. jsou jednou z metod v ochraně rostlin.